# Cheché Martín
José María Martín Rodríguez, plus connu comme Cheché Martín, né le 24 mai 1926 à La Corogne (Galice, Espagne) et mort dans la même ville le 23 juin 2006, est un footballeur international espagnol des années 1950 qui jouait au poste de défenseur. Il devient ensuite entraîneur et artiste-peintre.

## Biographie
Son père, Joaquín Martín, secrétaire général de la municipalité de La Corogne, est fusillé en 1936 par les militaires franquistes lors de la Guerre civile espagnole. Ceci provoque le départ de sa famille vers Buenos Aires (Argentine) où Cheché Martín commence à jouer au football. Il devient dessinateur dans la revue Austral et fait des caricatures dans les bars de la ville.
Il commence à jouer avec Banfield, puis il passe dans les rangs du Vasco de Caracas et du SCO Angers.
En 1948, Cheché Martín est recruté par le Deportivo La Corogne alors entraîné par Gabriel Andonegui puis par Cuqui Bienzobas. Lors de sa première saison, il joue 19 matchs et le Deportivo finit à la 10e place du championnat. La saison suivante (1949-1950), il joue 24 matchs et marque 2 buts tandis que l'équipe est désormais entraînée par Alejandro Scopelli. Le Deportivo est vice-champion d'Espagne derrière l'Atlético de Madrid.
En 1950, il est recruté par le FC Barcelone avec qui il joue 21 matchs lors de sa première saison au club et remporte le championnat d'Espagne. Lors de la saison 1951-1952, entraîné par Ferdinand Daucik, il joue 22 matchs et remporte une nouvelle fois le championnat d'Espagne en plus de la Coupe d'Espagne et de la Coupe Eva Duarte. Il s'agit du fameux "Barça des Cinq Coupes" ("Barça de les cinc Copes", en catalan).

### Équipe nationale
Cheché Martín joue un seul match avec l'équipe d'Espagne. Il s'agit d'un match disputé le 1er juin 1952 face à l'Irlande (victoire 6 à 0 de l'Espagne).

## Palmarès
Avec le FC Barcelone :
- Vainqueur de la Coupe Latine en 1952
- Champion d'Espagne en 1952 et 1953
- Vainqueur de la Coupe d'Espagne en 1951, 1952 et 1953
- Vainqueur de la Coupe Eva Duarte en 1953